# Lambertville (New Jersey)
Pour les articles homonymes, voir Lambertville.
Lambertville est une municipalité américaine située dans le comté de Hunterdon au New Jersey.

## Géographie
Lambertville est située sur le Delaware, dans le sud-ouest du comté de Hunterdon. Le fleuve fait office de fontenière avec la Pennsylvanie.
La municipalité s'étend sur 1,3 mille carré (3,37 km2) dont 0,14 mille carré (0,36 km2) d'étendues d'eau.
| Delaware Township                          | Delaware Township    | West Amwell Township |
| New Hope, Solebury Township (Pennsylvanie) | Lambertville         | West Amwell Township |
| New Hope (Pennsylvanie)                    | West Amwell Township | West Amwell Township |

## Histoire

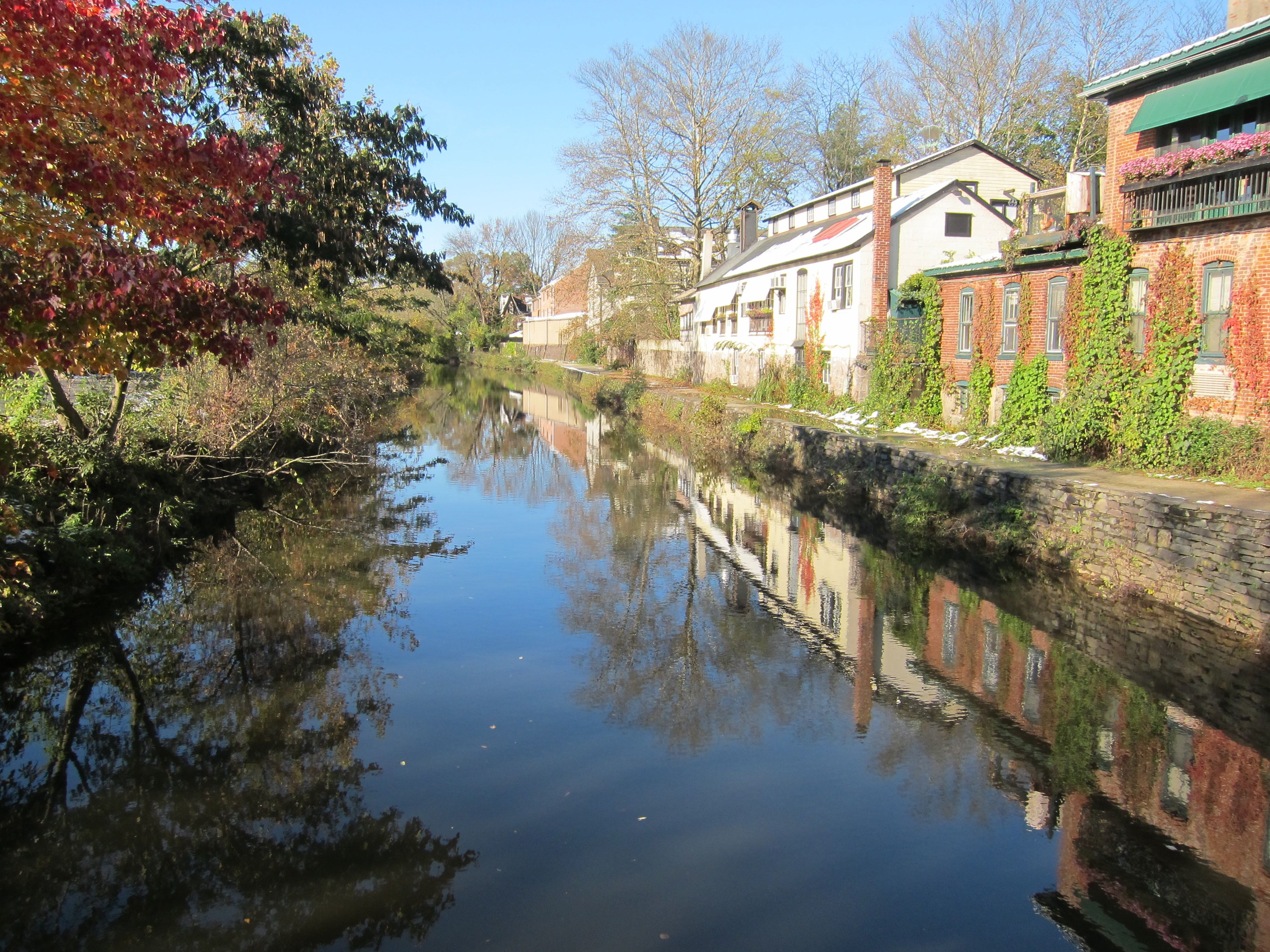
Le Delaware and Raritan Canal à Lambertville.

Au XVIIIe siècle, la localité se développe grâce à sa situation sur la route de York (York Road), reliant New York à Philadelphie. Elle est le point d'embarquement des ferrys pour rejoindre la Pennsylvanie et s'appelle alors Coryell's Ferry, comme la société de ferry gérée par Emanuel Coryell à partir de 1733. Durant la guerre d'indépendance, George Washington se rend plusieurs fois à Coryell's Ferry.
En 183, un pont est construit entre le bourg et New Hope (Pennsylvanie), sur l'autre rive du Delaware. La ville est renommée Lambertville en 1814, lors de l'ouverture de son bureau de poste,. Le nom est choisi en l'honneur de John Lambert (en), gouverneur par intérim et sénateur du New Jersey. Lambertville devient une municipalité le 1er mars 1849 avec le statut de town, en se séparant du township de West Amwell. Au milieu du siècle, la ville est en plein développement grâce au Delaware and Raritan Canal (en) (1833) et à l'arrivée du Belvidere Delaware Railroad (en) (1851). Le 26 mars 1872, elle acquiert le statut de city. Elle est depuis la seule municipalité du comté à avoir ce statut.
Après la Première Guerre mondiale, l'industrie locale connaît un important déclin avec plusieurs fermetures d'usines dans les années 1920. En 1937, c'est au tour du Delaware and Raritan Canal de fermer.

## Architecture et patrimoine
Le district historique de Lambertville, inscrit au Registre national des lieux historiques (NRHP), comprend l'essentiel de la ville entre le Delaware et des falaises à l'est. Il inclut plus d'un millier de bâtiments, d'une importante diversité architecturale représentative des États-Unis. Les plus anciens édifices datent de l'époque de la construction du pont reliant Lambertville à New Hope en 1812 et représentent souvent le style fédéral. Des bâtiments de style Greek Revival sont construits à partir de 1830. Au milieu du XIXe siècle, un quartier commerçant (principalement de style italianisant) est construit à la suite de l'arrivée du chemin de fer. Le style italianisant se développe ensuite aux quartiers résidentiels, parfois sur les constructions fédérales ou Greek Revival. L'architecture néo-romane est représentée par les églises méthodiste épiscopale (1865) et baptiste (1868). Le style Second Empire français est utilisé pour construire ou moderniser plusieurs édifices dans les années 1870. Dans les années qui suivent, des éléments de style Eastlake (en) et néo-grec sont ajoutés à de nombreuses maisons. Parallèlement, les styles Queen Anne et victorien sont également présents, certains commerces étant notamment transformés pour avoir des façades victoriennes. L'église catholique Saint John est quant à elle construite en 1892 dans un style néogothique. Le début du XXe siècle marque la fin du boom industriel de Lambertville. Peu de bâtiments construits après cette date sont d'une grande valeur architecturale, hormis certains bâtiments d'architecture néo-coloniale (en).

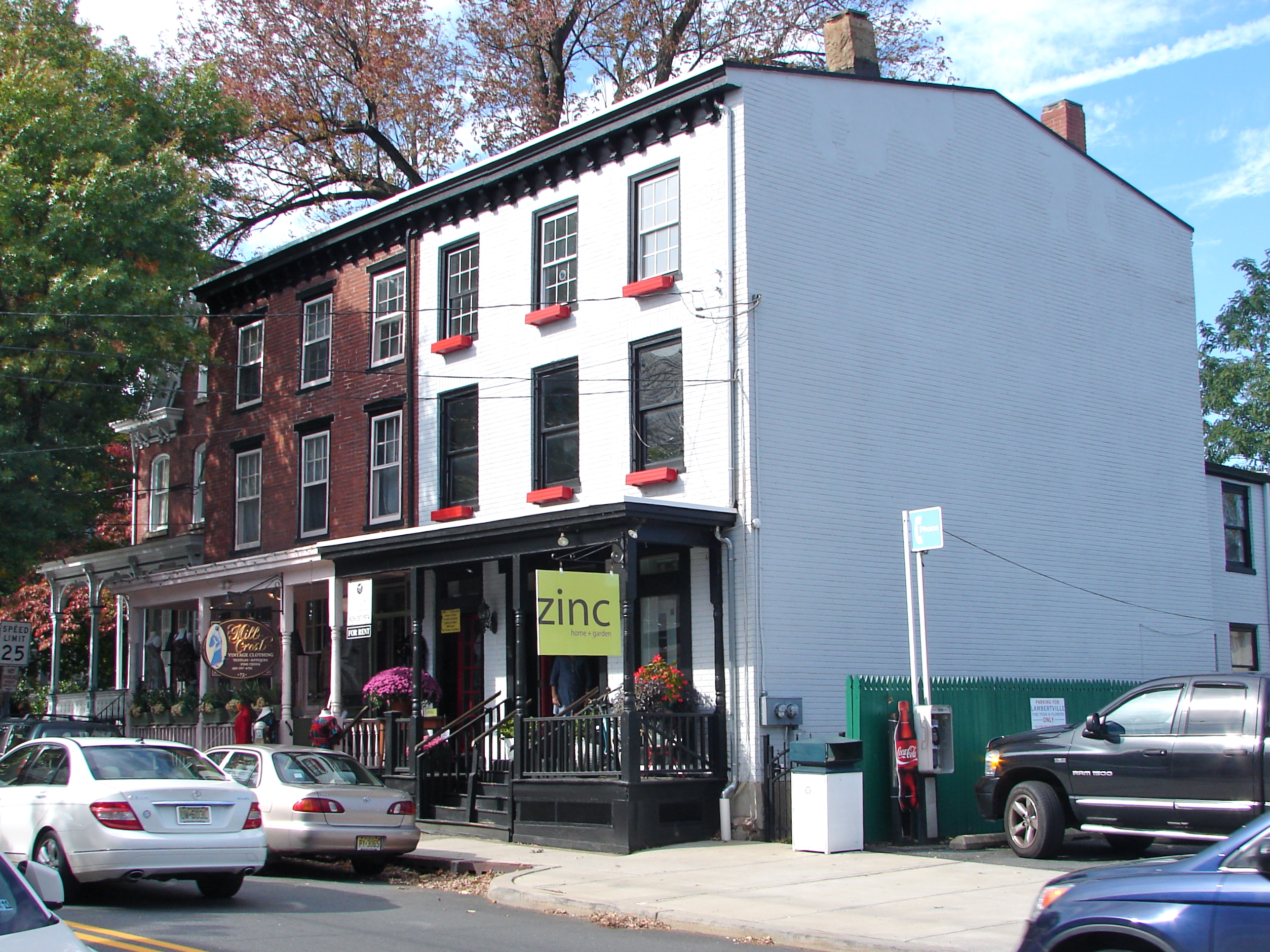
Des maisons du district historique de Lambertville.
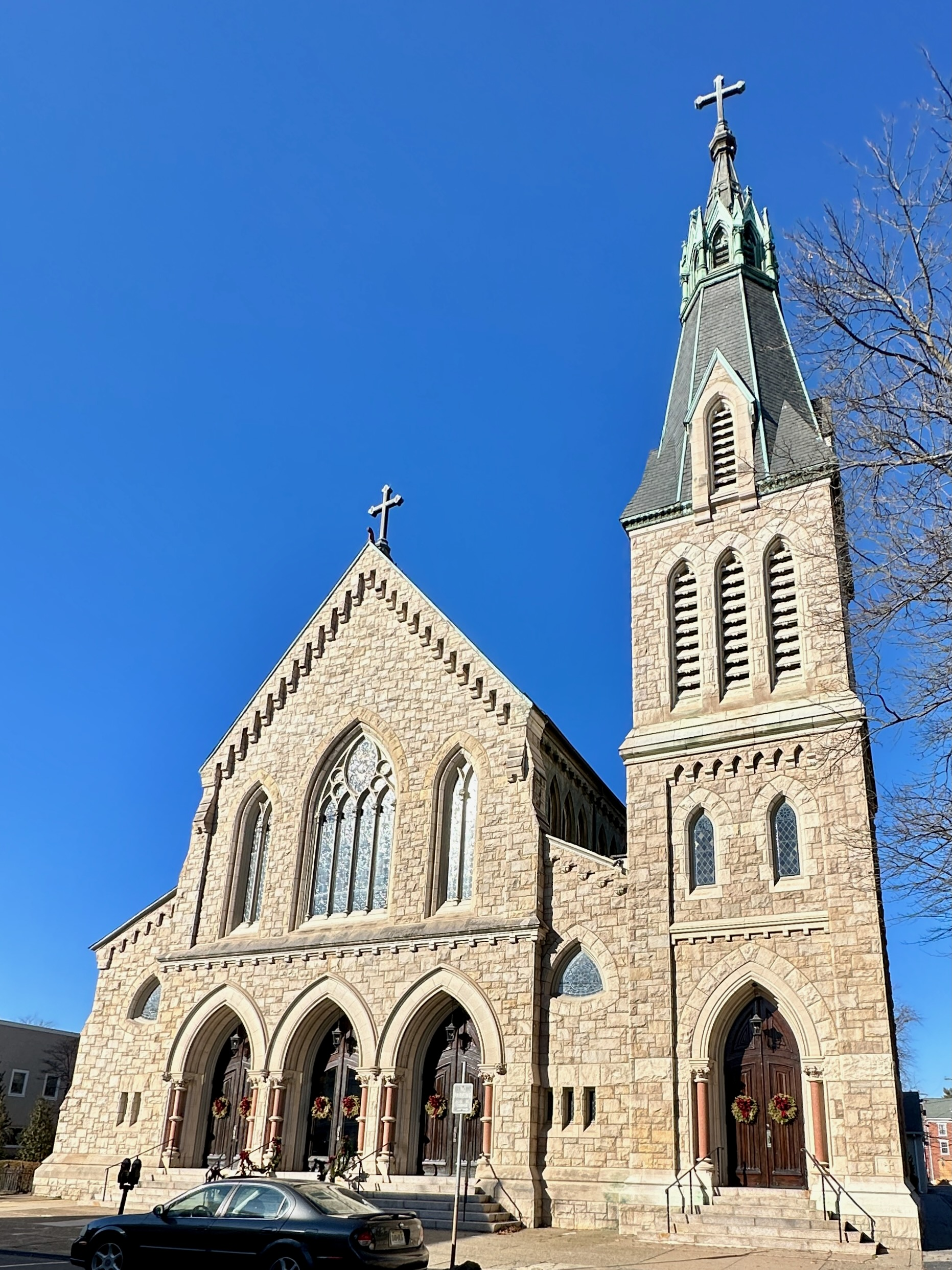
L'église Saint John.
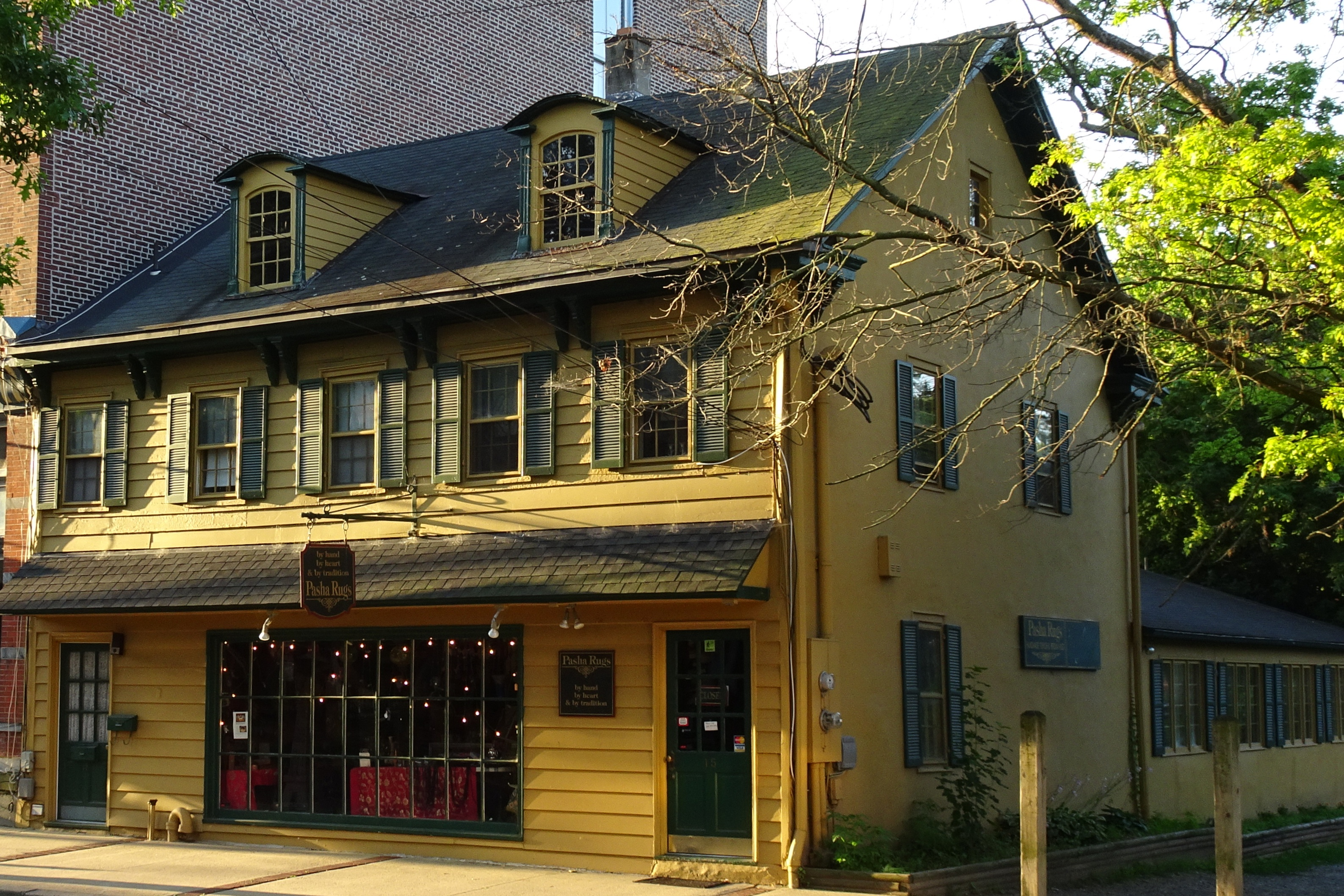
Le 15-17 Bridge Street.

Le district historique du Delaware and Raritan Canal (en) est également inscrit au NRHP. Il comprend certains sites liés à l'histoire du canal répartis sur plusieurs villes. À Lambertville, il inclut deux maisons de gardes de pont (Bridge tenders), au 15-17 Bridge Street et à l'écluse.
Plusieurs monuments locaux sont recensés par le Registre national des lieux historiques à titre individuel. La maison de James W. Marshall est un bâtiment en brique mansardé de deux étages construit en 1816. Elle voit grandir James W. Marshall, dont les découvertes mèneront à la ruée vers l'or en Californie. Elle accueille aujourd'hui les locaux de l'association historique de Lambertville (Lambertville Historical Society) et sert de musée. La Lambertville House est l'une des plus anciennes tavernes encore en activité du pays. Une première partie de trois étages est construite en pierre en 1812 par John Lambert, dans un style fédéral. Dans le troisième quart du XIXe siècle, elle est agrandie par l'ajout d'une partie italianisante en maçonnerie. La maison du Kalmia Club figure égale sur le registre. Construite en 1893, il s'agit du quartier général de la section locale du New Jersey Women's Club.

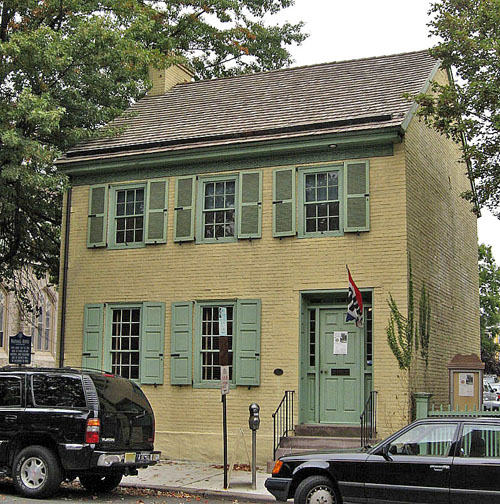
La maison Marshall.
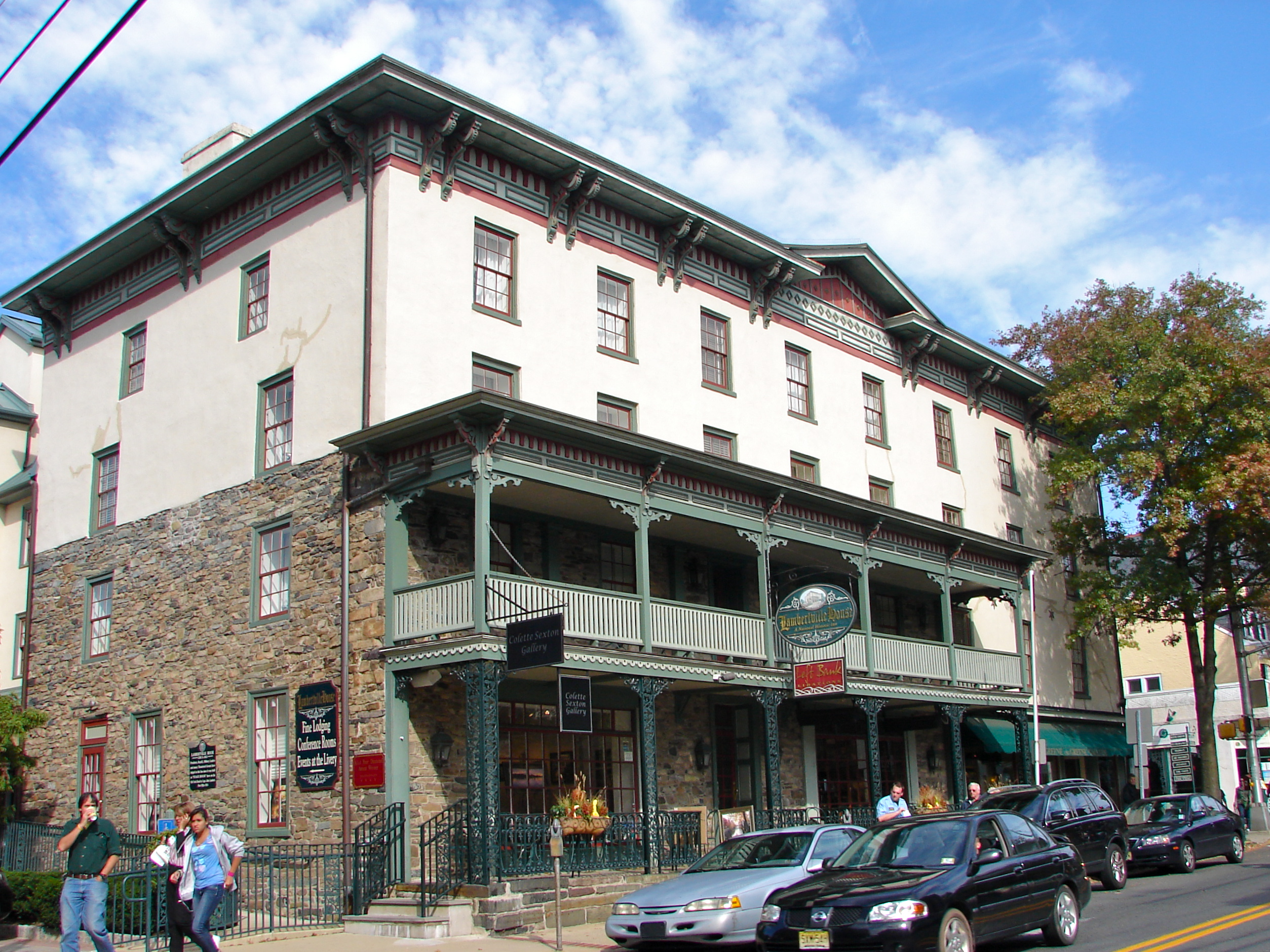
La Lambertville House.
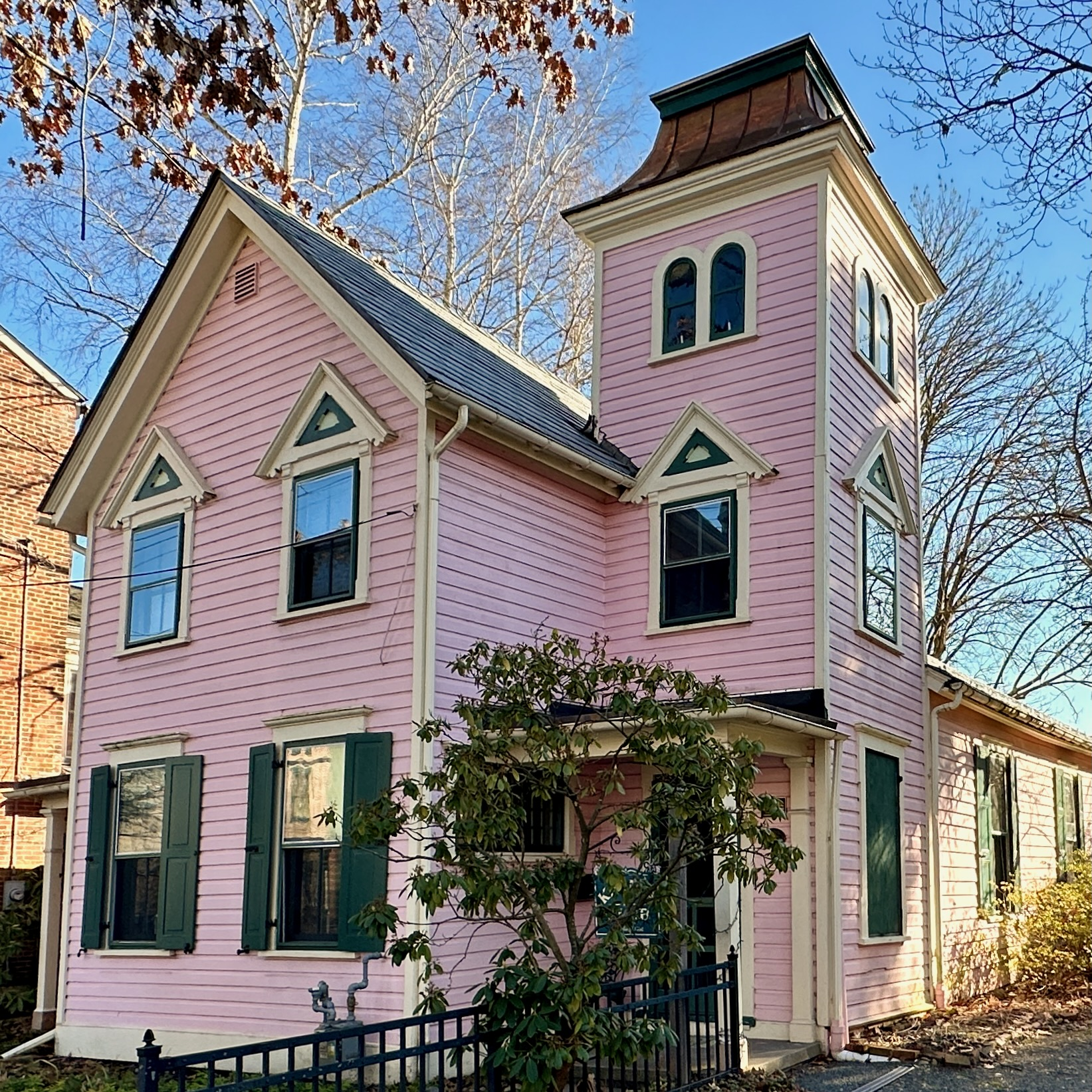
Le Kalmia Club.

## Démographie
Lors du recensement de 2010, la population de Lambertville est de 3 906 habitants.